# IC 634
IC 634 — галактика типу P (особлива галактика) у сузір'ї Секстант.
Цей об'єкт міститься в оригінальній редакції індексного каталогу.